# Shinri Suzuki
Shinri Suzuki, nacido el 25 de diciembre de 1974, es un exciclista japonés, profesional desde 2003 hasta 2017.

## Palmarés
| 2001 - 1 etapa del Tour de Corea - 1 etapa del Tour de Hokkaido 2002 - Campeonato de Japón en Ruta - 1 etapa del Tour de Japón - 1 etapa del Tour de Hokkaido 2003 - Campeonato Asiático en Ruta 2004 - Campeonato Asiático en Ruta - 1 etapa del Tour de Japón - 2º en el Campeonato de Japón en Ruta | 2006 - 3º en el Campeonato de Japón en Ruta 2008 - 1 etapa del Tour de Corea 2009 - 1 etapa del Tour de Taiwán - 1 etapa del Tour de Hokkaido 2010 - 1 etapa del Tour de Japón - 2º en el Campeonato de Japón en Ruta |